# Stazione di Campomela
La stazione di Campomela è una fermata ferroviaria (chiusa al pubblico) posta sulla linea ferrovia Ozieri Chilivani-Porto Torres Marittima. Si trova nella località di Campomela, frazione del comune di Cargeghe.

## Storia

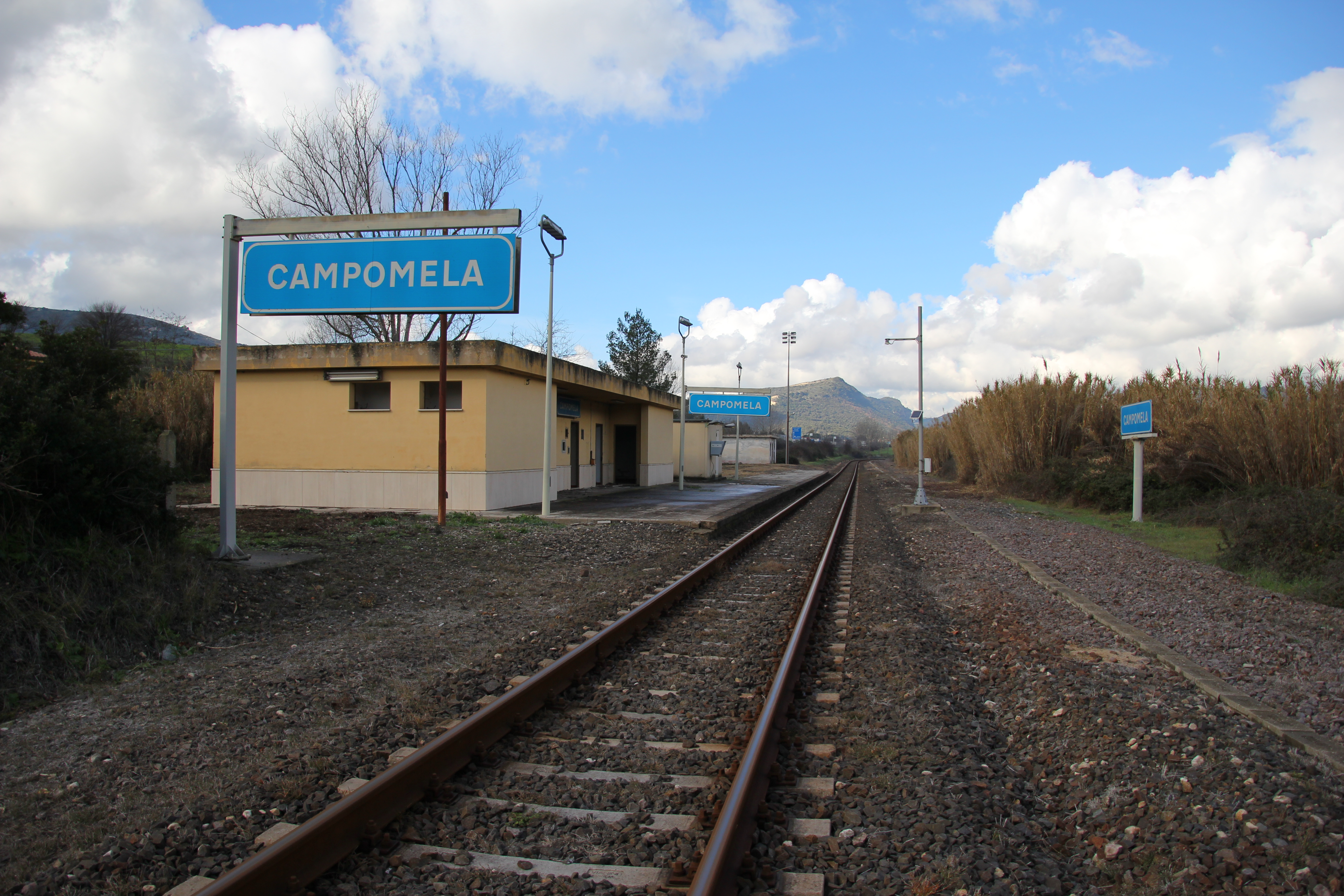
Vista della fermata in direzione Porto Torres: sulla destra l'area in cui si trovava il binario di incrocio, poi rimosso

L'impianto venne costruito come fermata negli anni settanta dell'Ottocento su iniziativa della Compagnia Reale delle Ferrovie Sarde, realizzatrice della rete sarda a scartamento ordinario comprendente la linea tra Ozieri e Porto Torres, il cui tracciato fu progettato per passare nelle campagne a nord-est di Cargeghe. L'impianto risultava in uso nel 1876 e fu gestito nei primi decenni dalla stessa Compagnia Reale.
Dopo il passaggio alle Ferrovie dello Stato nel 1920, la fermata nei decenni successivi fu interessata a un maggior impiego stante la dislocazione nelle vicinanze dello scalo di alcune installazioni dell'Esercito Italiano, e nell'ottobre 1946 venne trasformata in stazione con la realizzazione di un binario di incrocio. Negli ottanta nello scalo fu realizzato un nuovo fabbricato viaggiatori, affiancato all'originale; quest'ultimo venne in seguito demolito a fine anni ottanta. Tra la fine del secolo e i primi anni duemila l'impianto venne chiuso al servizio viaggiatori, inoltre venne privato del binario di incrocio divenendo una semplice fermata. Da allora lo scalo di Campomela (gestito dal 2001 da RFI) permane attivo come località di servizio.

## Strutture e impianti

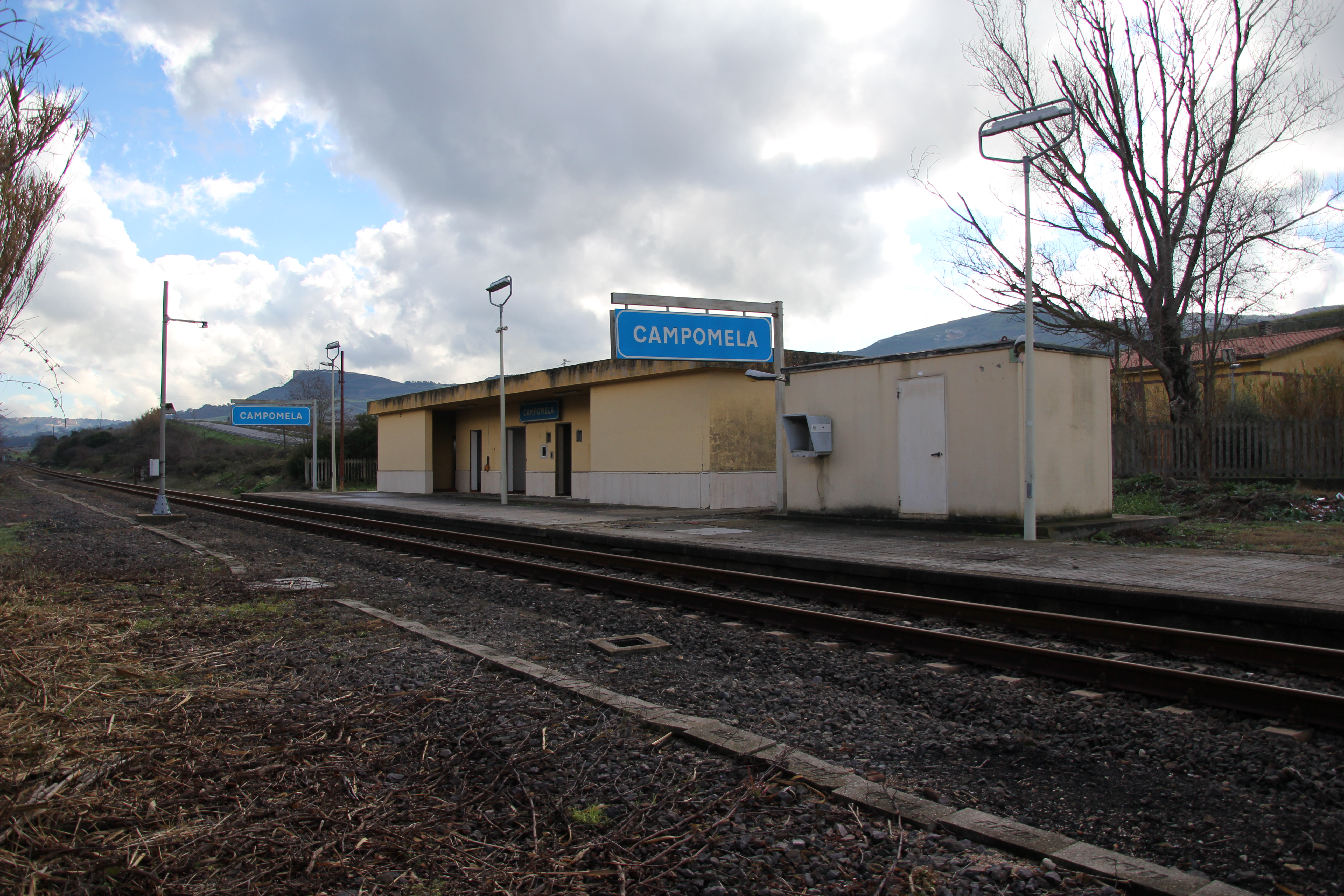
Il fabbricato viaggiatori, realizzato negli anni ottanta in luogo dell'originale

La fermata è di tipo passante, ed è dotata quindi del solo binario di corsa, a scartamento da 1435 mm, affiancato da una singola banchina. In passato l'impianto presentava caratteristiche di stazione, ed era presente un secondo binario che si diramava a nord del primo.
Per quel che riguarda gli edifici dell'impianto il principale è il fabbricato viaggiatori, realizzato negli anni ottanta in luogo dell'originale (poi demolito): si tratta di una costruzione a pianta rettangolare che si estende su un singolo piano di sviluppo. In uscita dalla fermata in direzione Sassari è situato un ulteriore fabbricato di servizio.

## Movimento

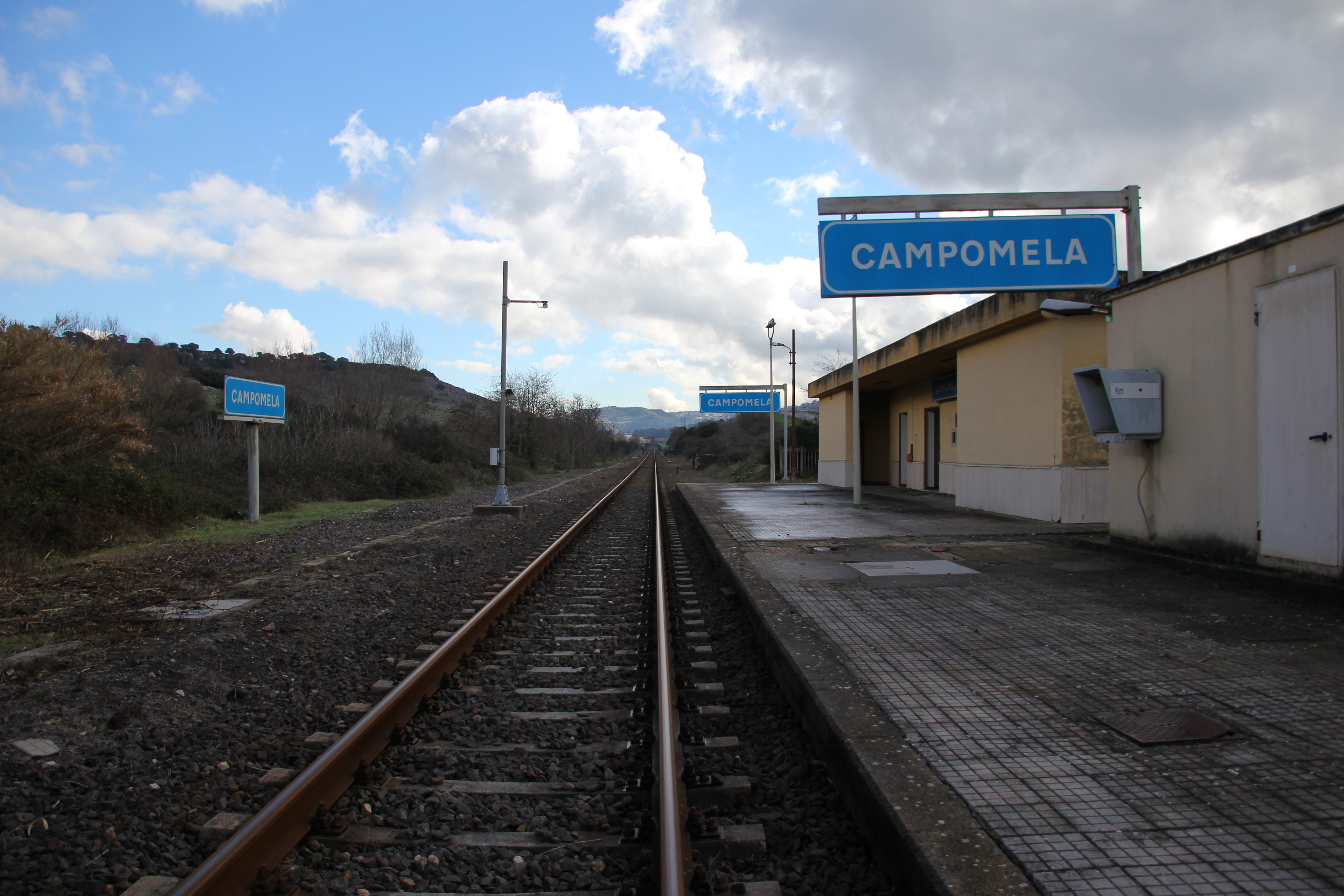
Il binario di corsa visto in direzione Chilivani: nessuna relazione prevede più la sosta nell'impianto

L'impianto è disabilitato al servizio viaggiatori dalla seconda metà degli anni novanta, in precedenza era servito dai treni regionali espletati dalle Ferrovie dello Stato.

## Interscambi
Nelle vicinanze dell'impianto era presente una fermata delle autolinee extraurbane, in uso da parte dell'ARST anche dopo la cessazione del servizio viaggiatori nello scalo.
- Fermata autobus.